# Gran Premio d'Australia 2004
Il Gran Premio d'Australia 2004 è stato un Gran Premio di Formula 1 disputato il 7 marzo 2004 al circuito Albert Park di Melbourne. La gara fu vinta da Michael Schumacher su Ferrari, davanti al compagno di squadra Rubens Barrichello e a Fernando Alonso su Renault.

## Vigilia

### Aspetti sportivi
Il sistema di qualifica fu ulteriormente modificato rispetto alla stagione precedente. Si decise di organizzare due sessioni di un'ora ciascuna il sabato pomeriggio, nelle quali i piloti sarebbero scesi in pista uno alla volta per effettuare un singolo giro lanciato. I risultati della prima sessione, disputata a serbatoi scarichi, avrebbero determinato l'ordine con il quale i piloti sarebbero scesi in pista nella seconda sessione, da disputarsi con il carico di benzina con il quale si intendeva affrontare la prima parte di gara. La griglia di partenza sarebbe stata determinata dalla classifica della seconda sessione.
Ferrari, McLaren, Williams, Renault e Toyota confermarono i piloti della stagione precedente. La BAR sostituì Jacques Villeneuve con Takuma Satō, sostenuto dalla Honda, affiancandolo al confermato Jenson Button. La Jaguar ingaggiò il debuttante Christian Klien al posto di Justin Wilson, mentre Jordan, Sauber e Minardi sostituirono entrambi i piloti. La scuderia irlandese affidò le sue vetture a Nick Heidfeld e al debuttante Giorgio Pantano, la Sauber ingaggiò Giancarlo Fisichella, reduce da due stagioni in Jordan, e Felipe Massa, già pilota della scuderia elvetica nel 2002, mentre la Minardi fece esordire Gianmaria Bruni e Zsolt Baumgartner.

### Aspetti tecnici
La stagione iniziò con due importanti modifiche al regolamento tecnico: ciascun pilota avrebbe dovuto disputare tutto il week-end di gara con un solo motore, con una penalità di dieci posizioni sulla griglia di partenza in caso di sostituzione dello stesso (convertita in una partenza dal fondo dello schieramento se il cambio fosse avvenuto dopo le qualifiche), mentre il numero di profili dell'alettone posteriore fu portato da tre a due.
Per quanto riguardava le nuove vetture la Ferrari, a differenza di quanto aveva fatto nelle due stagioni precedenti, stavolta schierò fin dalla prima gara la nuova F2004, in gran parte un'evoluzione diretta della precedente F2003GA campione uscente. La Williams, invece, portò in pista una monoposto, la FW26, dotata di un'aerodinamica anteriore assolutamente non convenzionale, con un musetto corto e largo raccordato con l'alettone da due sostegni particolarmente lunghi e arcuati in avanti; questa soluzione era pensata per massimizzare il flusso d'aria sotto la monoposto, scopo per il quale la sospensione anteriore fu realizzata con una doppia chiglia. Altrettanto caratteristico era l'aspetto della McLaren MP4-19, evoluzione della MP4-18 che non aveva mai debuttato l'anno precedente. La vettura era caratterizzata da un musetto basso e molto stretto nella parte terminale, oltre che da un corpo vettura molto compatto.
La Renault concentrò molte attenzioni sulla riduzione degli ingombri delle masse radianti, montate anche in modo asimmetrico, in modo da ridurre la sezione delle fiancate. Ciò comportò, tuttavia, la necessità di aprire delle feritoie nelle fiancate stesse per favorire il raffreddamento.

## Prove libere

### Resoconto
Per via della nuova regola che imponeva di utilizzare lo stesso motore per tutto il week-end di gara, molti piloti limitarono le distanze percorse nelle prove libere. I meno attivi furono i piloti della McLaren, con Räikkönen che completò appena 33 giri e Coulthard cinque in più, mentre il debuttante Pantano effettuò ben 61 passaggi.

### Risultati
I tempi migliori nella prima sessione di prove libere di venerdì furono i seguenti:
| Pos | Nº | Pilota             | Costruttore | Tempo    |
| --- | -- | ------------------ | ----------- | -------- |
| 1   | 1  | Michael Schumacher | Ferrari     | 1'25"127 |
| 2   | 2  | Rubens Barrichello | Ferrari     | 1'25"361 |
| 3   | 7  | Jarno Trulli       | Renault     | 1'27"025 |

I tempi migliori nella seconda sessione di prove libere di venerdì furono i seguenti:
| Pos | Nº | Pilota             | Costruttore | Tempo    |
| --- | -- | ------------------ | ----------- | -------- |
| 1   | 1  | Michael Schumacher | Ferrari     | 1'24"718 |
| 2   | 2  | Rubens Barrichello | Ferrari     | 1'24"826 |
| 3   | 7  | Jarno Trulli       | Renault     | 1'25"757 |

I tempi migliori nella prima sessione di prove libere di sabato furono i seguenti:
| Pos | Nº | Pilota             | Costruttore    | Tempo    |
| --- | -- | ------------------ | -------------- | -------- |
| 1   | 1  | Michael Schumacher | Ferrari        | 1'25"786 |
| 2   | 2  | Rubens Barrichello | Ferrari        | 1'26"159 |
| 3   | 3  | Juan Pablo Montoya | Williams - BMW | 1'26"195 |

I tempi migliori nella seconda sessione di prove libere di sabato furono i seguenti:
| Pos | Nº | Pilota             | Costruttore    | Tempo    |
| --- | -- | ------------------ | -------------- | -------- |
| 1   | 1  | Michael Schumacher | Ferrari        | 1'25"093 |
| 2   | 3  | Juan Pablo Montoya | Williams - BMW | 1'25"255 |
| 3   | 4  | Ralf Schumacher    | Williams - BMW | 1'25"628 |

## Qualifiche

### Resoconto
La Ferrari dominò le qualifiche, piazzando in prima fila Michael Schumacher e Rubens Barrichello. Nessuno fu in grado di avvicinarsi realmente alle prestazioni delle monoposto italiane: Montoya, terzo in griglia e ultimo a scendere in pista, fu più lento di solo un millesimo rispetto a Schumacher nel primo settore di pista, ma accusò quasi sei decimi di ritardo negli altri due. Button fece segnare lo stesso tempo del colombiano, venendo però classificato alle sue spalle per via della posizione peggiore ottenuta nella prima sessione.
Alonso e Webber ottennero il quinto ed il sesto tempo, staccati però di oltre un secondo dalla pole position. Dietro di loro, a chiudere il gruppo dei primi dieci, si piazzarono Sato, Ralf Schumacher, Trulli e Räikkönen, alla guida di una McLaren estremamente in difficoltà sul circuito australiano.

### Risultati
| Pos | No | Pilota               | Costruttore        | Pneumatici | Prequalifiche | Qualifiche  | Distacco |
| --- | -- | -------------------- | ------------------ | ---------- | ------------- | ----------- | -------- |
| 1   | 1  | Michael Schumacher   | Ferrari            | B          | 1'25"301      | 1'24"408    |          |
| 2   | 2  | Rubens Barrichello   | Ferrari            | B          | 1'25"992      | 1'24"482    | +0"074   |
| 3   | 3  | Juan Pablo Montoya   | Williams - BMW     | M          | 1'25"226      | 1'24"998    | +0"590   |
| 4   | 9  | Jenson Button        | BAR - Honda        | M          | 1'25"898      | 1'24"998    | +0"590   |
| 5   | 8  | Fernando Alonso      | Renault            | M          | 1'25"928      | 1'25"699    | +1"291   |
| 6   | 14 | Mark Webber          | Jaguar - Cosworth  | M          | 1'26"232      | 1'25"805    | +1"397   |
| 7   | 10 | Takuma Satō          | BAR - Honda        | M          | 1'26"737      | 1'25"851    | +1"443   |
| 8   | 4  | Ralf Schumacher      | Williams - BMW     | M          | 1'25"445      | 1'25"925    | +1"517   |
| 9   | 7  | Jarno Trulli         | Renault            | M          | 1'27"357      | 1'26"920    | +1"982   |
| 10  | 6  | Kimi Räikkönen       | McLaren - Mercedes | M          | 1'25"592      | 1'26"297    | +1"989   |
| 11  | 12 | Felipe Massa         | Sauber - Petronas  | B          | 1'26"833      | 1'27"065    | +2"657   |
| 12  | 5  | David Coulthard      | McLaren - Mercedes | M          | 1'25"652      | 1'27"294    | +2"886   |
| 13  | 16 | Cristiano da Matta   | Toyota             | M          | 1'28"274      | 1'27"823    | +3"415   |
| 14  | 11 | Giancarlo Fisichella | Sauber - Petronas  | B          | 1'26"286      | 1'27"845    | +3"437   |
| 15  | 18 | Nick Heidfeld        | Jordan - Cosworth  | B          | 1'27"469      | 1'28"178    | +3"770   |
| 16  | 19 | Giorgio Pantano      | Jordan - Cosworth  | B          | 1'29"156      | 1'30"140    | +5"732   |
| 17  | 21 | Zsolt Baumgartner    | Minardi - Cosworth | B          | 1'32"606      | 1'30"681    | +6"273   |
| 18  | 17 | Olivier Panis        | Toyota             | M          | 1'27"253      | Senza tempo | /        |
| 19  | 15 | Christian Klien      | Jaguar - Cosworth  | M          | 1'27"258      | Senza tempo | /        |
| 20  | 20 | Gianmaria Bruni      | Minardi - Cosworth | B          | 1'30"912      | Senza tempo | /        |

## Gara

### Resoconto
Al via i due piloti della Ferrari scattarono bene, mantenendo la testa della corsa. Alle loro spalle partì molto bene Alonso, che superò Button e affiancò Montoya. Per cercare di resistere all'attacco, il colombiano arrivò lungo alla prima frenata, finendo nell'erba e perdendo diverse posizioni. Anche altri piloti finirono nell'erba alla prima curva, mentre Sato tamponò Trulli, danneggiando il diffusore sulla vettura dell'italiano e il musetto sulla sua BAR. Alla fine del primo passaggio Michael Schumacher transitò in testa sotto il traguardo, seguito da Barrichello, Alonso, Button, Trulli, Ralf Schumacher e Montoya. I piloti della Ferrari cominciarono subito a tenere un passo insostenibile per gli altri, distanziandoli nettamente. L'unico a girare ad un ritmo paragonabile a quello delle Ferrari era Alonso, che accumulò però un distacco consistente. Nel frattempo Montoya sopravanzò Ralf Schumacher e Trulli, portandosi al quarto posto. Al nono giro Räikkönen, undicesimo alle spalle del compagno di squadra, fu superato da Massa: due curve dopo il finlandese si ritirò con il motore rotto.
La prima serie di soste fu aperta da Fisichella già all'ottavo giro. Due tornate dopo andò ai box Montoya, imitato un passaggio più tardi da Barrichello, Alonso e Button. Michael Schumacher e Ralf Schumacher rifornirono al dodicesimo giro, mentre Coulthard, partito con una strategia sulle due soste, effettuò il proprio pit stop al 14º giro. Le due Ferrari continuarono a condurre la corsa davanti ad Alonso, che perse sempre più terreno. Alle spalle dello spagnolo, anch'essi con un distacco consistente dal pilota della Renault, si trovavano Button, Ralf Schumacher, Trulli, Montoya e Webber. Al 24º giro Alonso aprì la seconda serie di rifornimenti e nello stesso momento Montoya sopravanzò Trulli. Il colombiano rifornì al 26º passaggio, insieme a Button. Ralf Schumacher e Trulli effettuarono il pit stop due tornate più tardi, mentre i ferraristi rientrarono ai box al 29º ed al 30º giro, tornando in pista saldamente al comando. Ralf Schumacher sopravanzò Button grazie ai rifornimenti, portandosi al quarto posto. Il pilota tedesco era però distante da Alonso, che lo precedeva, mentre il pilota della BAR doveva difendersi da Montoya, che rimontava velocemente alle sue spalle. Il colombiano superò il rivale al 38º giro, dopo un intenso duello.
La terza serie di pit stop non portò cambiamenti di rilievo alla classifica. Michael Schumacher vinse davanti a Barrichello, Alonso, Ralf Schumacher, Montoya, Button, Trulli e Coulthard, che riuscì a conquistare l'ultimo piazzamento utile grazie alla strategia sulle due soste adottata dalla McLaren.
Questa rimarrà l'ultima doppietta della Ferrari nel Gran premio d'Australia fino all'edizione 2024.

### Risultati
| Pos      | N  | Pilota               | Pneumatici | Costruttore/Motore | Giri | Tempo/Ritiro     | Griglia | Punti |
| -------- | -- | -------------------- | ---------- | ------------------ | ---- | ---------------- | ------- | ----- |
| 1        | 1  | Michael Schumacher   | B          | Ferrari            | 58   | 1h24'15"757      | 1       | 10    |
| 2        | 2  | Rubens Barrichello   | B          | Ferrari            | 58   | +13"605          | 2       | 8     |
| 3        | 8  | Fernando Alonso      | M          | Renault            | 58   | +34"673          | 5       | 6     |
| 4        | 4  | Ralf Schumacher      | M          | Williams - BMW     | 58   | +1'00"423        | 8       | 5     |
| 5        | 3  | Juan Pablo Montoya   | M          | Williams - BMW     | 58   | +1'08"536        | 3       | 4     |
| 6        | 9  | Jenson Button        | B          | BAR - Honda        | 58   | +1'10"598        | 4       | 3     |
| 7        | 7  | Jarno Trulli         | M          | Renault            | 57   | +1 giro          | 9       | 2     |
| 8        | 5  | David Coulthard      | M          | McLaren - Mercedes | 57   | +1 giro          | 12      | 1     |
| 9        | 10 | Takuma Satō          | B          | BAR - Honda        | 57   | +1 giro          | 7       |       |
| 10       | 11 | Giancarlo Fisichella | B          | Sauber - Petronas  | 57   | +1 giro          | 14      |       |
| 11       | 15 | Christian Klien      | B          | Jaguar - Cosworth  | 56   | +2 giri          | 19      |       |
| 12       | 16 | Cristiano da Matta   | B          | Toyota             | 56   | +2 giri          | 13      |       |
| 13       | 17 | Olivier Panis        | B          | Toyota             | 56   | +2 giri          | 18      |       |
| 14       | 19 | Giorgio Pantano      | B          | Jordan - Cosworth  | 55   | +3 giri          | 16      |       |
| Ritirato | 12 | Felipe Massa         | B          | Sauber - Petronas  | 44   | Motore           | 11      |       |
| Ritirato | 18 | Nick Heidfeld        | B          | Jordan - Cosworth  | 43   | Trasmissione     | 15      |       |
| NC       | 20 | Gianmaria Bruni      | B          | Minardi - Cosworth | 43   | Non classificato | 20      |       |
| Ritirato | 14 | Mark Webber          | B          | Jaguar - Cosworth  | 29   | Trasmissione     | 6       |       |
| Ritirato | 21 | Zsolt Baumgartner    | B          | Minardi - Cosworth | 13   | Motore           | 17      |       |
| Ritirato | 6  | Kimi Räikkönen       | M          | McLaren - Mercedes | 9    | Motore           | 10      |       |

## Classifiche

### Piloti
| Pos. | Pilota             | Punti |
| ---- | ------------------ | ----- |
| 1    | Michael Schumacher | 10    |
| 2    | Rubens Barrichello | 8     |
| 3    | Fernando Alonso    | 6     |
| 4    | Ralf Schumacher    | 5     |
| 5    | Juan Pablo Montoya | 4     |
| 6    | Jenson Button      | 3     |
| 7    | Jarno Trulli       | 2     |
| 8    | David Coulthard    | 1     |

### Costruttori
| Pos. | Team               | Punti |
| ---- | ------------------ | ----- |
| 1    | Ferrari            | 18    |
| 2    | Williams - BMW     | 9     |
| 3    | Renault            | 8     |
| 4    | BAR - Honda        | 3     |
| 5    | McLaren - Mercedes | 1     |